# Turbina cieplna
Turbina cieplna jest turbiną, której zasada działania opiera się ściśle na zasadach termodynamiki przepływów. Określenie to dotyczy więc turbin, w których czynnikiem termodynamicznym oddającym swoją energię jest gaz.
Zasada działania opisana jest, jak w każdej maszynie  energetycznej, przy pomocy zasady zachowania energii. Do turbiny dopływa gaz niosący dużą entalpię. W trakcie przepływu przez turbinę następuje spadek entalpii i zamiana jej na energię mechaniczną odprowadzaną wałem do dowolnej maszyny, np. generatora elektrycznego.
Zamiana entalpii czynnika na energię mechaniczną następuje w dwóch etapach. Najpierw entalpia zamieniana jest na energię kinetyczną. Dzieje się to w wyniku różnicy ciśnień. Gaz przepływa przez nieruchome, zbieżne kanały, poddając się przemianie adiabatycznej. Spada przy tym ciśnienie, a więc i temperatura. Ze spadkiem temperatury wiąże się spadek entalpii. Jednocześnie rośnie prędkość przepływającego gazu, a więc następuje zamiana entalpii na energię kinetyczną. Przemiana ta przebiega w tzw. wieńcu kierowniczym, składającym się z nieruchomych zbieżnych kanałów przepływowych.
Gaz opuszczający wieniec kierowniczy porusza się w odpowiednim kierunku z dużą prędkością. Napływa on na odpowiednio ukształtowane kanały wieńca wirnikowego, w wyniku czego generowana jest siła. Wieniec wirnikowy usytuowany jest na pewnym promieniu na obrotowym wale, więc powstanie moment obrotowy. Jeśli wał będzie się obracał, to wystąpi generowanie mocy mechanicznej odprowadzanej wałem z turbiny do dowolnego odbiornika.
Turbina cieplna składa się zwykle z kilku lub nawet kilkudziesięciu stopni, co jest wynikiem dużej wartości entalpii gazu stojącej do dyspozycji konstruktora. Własności sprężonego gazu umożliwiają bowiem odebranie mu w czasie rozprężania znacznej ilości energii. W każdym ze stopni następuje więc zamiana części entalpii na pracę mechaniczną. Moc mechaniczna odprowadzana wałem z turbiny jest sumą mocy poszczególnych stopni.
Do turbin cieplnych zalicza się:
- turbiny parowe
- turbiny gazowe.